# محمد بن عبد العزيز بن محمد آل سعود
محمد بن عبد العزيز بن محمد بن عبد العزيز آل سعود أمير منطقة جازان منذ 10 ذو القعدة 1446 هـ الموافق 8 مايو 2025، وشغل قبلها منصب نائب أمير منطقة جازان منذ 23 أبريل 2017م الموافق 25 رجب 1438هـ، وهو حفيد محمد بن عبد العزيز آل سعود.

## حياته
تلقى تعليمه في العلوم العسكرية المتخصصة وحصل على العديد من الدورات العسكرية في السعودية وخارجها، ومنها شهادة البكالوريوس في العلوم العسكرية. عمل بعد التخرج بالقوات البرية الملكية السعودية برتبة ملازم بسلاح المشاة ثم انتقل إلى الشرطة العسكرية الخاصة، وبعدها انتقل إلى مكتب وزير الدفاع السعودي في قوات الأمن والحماية حتى تمت ترقيته لرتبة رائد ركن، كما أنه حاصل على درجة الماجستير في «الاقتصاد الوطني وأثره على بناء القوة العسكرية». ثم عُيِّن نائباً لأمير منطقة جازان منذ 25 رجب 1438هـ الموافق 23 أبريل 2017م. حتى تم تعيينه أميراً لمنطقة جازان في 10 ذي القعدة 1446 هـ الموافق 8 مايو 2025.